# Pierre Tucoo-Chala
Pierre Tucoo-Chala est un universitaire et un historien français, né le 20 avril 1924 à Bordeaux et mort le 23 janvier 2015 à Pau.

## Biographie
Il s'est spécialisé dans l'étude de l'Espagne et du sud-ouest de la France au Moyen Âge, ainsi que celle des Anglo-Saxons dans les Pyrénées aux XIXe et XXe siècles. Il est aussi l'un des spécialistes de l'histoire du Béarn et de Gaston Fébus.
Après une maîtrise d’histoire et de géographie à Bordeaux, Pierre Tucoo-Chala obtient l’agrégation d’histoire en 1948. Il soutient ses thèses d’État en 1961 à la Sorbonne sous la direction d’Yves Renouard. Pierre Tucoo-Chala a une longue carrière d’enseignant à l’université : il a notamment été professeur à la faculté des lettres de Bordeaux, puis contribua à la création de l’université de Pau et des pays de l’Adour, dont il est professeur émérite. Ses recherches l’ont porté vers les pays du Sud-Ouest et la péninsule ibérique au Moyen Âge, et vers les Anglo-Saxons dans les Pyrénées aux XIXe et XXe siècles.
En tant que président de la Société des Sciences, Lettres et Arts de Pau et de l’Académie du Béarn, il a participé à de nombreux colloques, conférences, expositions. En 1986, il crée avec Jacques Perot l'association Henri IV 1989 qui organise et coordonne dans toute la France les célébrations du quatrième centenaire de l'avènement au trône de France d'Henri IV.

## Publications
- Gaston Fébus et la Vicomté de Béarn (1343-1391), Bordeaux, Bière, 1959, 471 p. (présentation en ligne), [présentation en ligne].
- La Vicomté de Béarn et le Problème de la souveraineté, des origines à 1620, Bordeaux, 1961.
- Livre de comptes de la ville de Pau, Association Marc Bloch, 1965[2].
- Gaston Fébus, un grand prince d’Occident au XIVe siècle, éd. Marrimpouey, 1974.
- Livre des oraisons de Gaston Fébus, éd. Marrimpouey, 1974.
- Le Pays de Béarn, éd. R. Ollivier, 1984.
- Gaston Fébus et le Prince noir, ill. de J. Huescar, éd. Loubatières, 1985.
- Les Forteresses pyrénéennes de Gaston Fébus, éd. Loubatières, 1986.
- Minorités et marginaux en Espagne et dans le Midi de la France : VIIe – XVIIIe siècles, sous la direction de Pierre Tucoo-Chala, éd. du CNRS, 1986.
- Béarn : Cadre naturel Histoire Art Littérature Langue Économie Traditions populaires, avec Ariane Bruneton-Governatori, Pierre Delay, Jean Salles-Loustau, Claude Dendaletche, Guy Di Méo, éd. Christine Bonneton, 1986.  (ISBN 2-86253-070-0)
- Aquitaine, Larousse, coll. « La France et ses trésors », 1988.
- Histoire de Pau (sous la direction de), Toulouse, Éditions Privat, 1989, collection Univers de la France.  (ISBN 2-7089-8238-9)
- Quand l’Islam était aux portes des Pyrénées : de Gaston IV le Croisé à la croisade des Albigeois, J&D, 1993.
- Gaston Fébus, prince des Pyrénées (1331-1391), J&D, 1995.
- Notaire de prince : registre de Bernard de Luntz, avec Jacques Staes, éd. Covédi, 1996.
- Gaston Fébus, grand prince médiéval (1331-1391), J&D, 1996.
- Les Pyrénées-Atlantiques en 600 questions, Archives et Culture, 1996.
- L’Aragon, terre d’aventures, avec Pierre Giannerini, J&D, 1996.
- Pau, ville américaine, éd. Cairn, 1997.
- Catherine de Bourbon, une calviniste exemplaire, Atlantica, 1997.
- Pau, ville anglaise, Librairie des Pyrénées et de Gascogne/Princi Negue, 1999.
- Gaston Fébus par Alexandre Dumas, Atlantica, 2000.
- Petite histoire du Béarn : du Moyen Âge au XXe siècle, Princi Negue, 2000.
- Histoire générale du Béarn souverain, avec Christian Desplat, Princi Negue, 2007.
- Voyages de M. de Malesherbes dans le Sud-Ouest, éditions Cairn, 2013.